# 左景鉴
左景鉴（1909年9月—1997年5月），男，湖南湘阴人，中国外科学专家，曾任华山医院副院长，第三届全国人大代表，第五、六届全国政协委员。

## 家族
曾祖父左宗棠。女儿左焕琛，儿子左焕琮。